# Junije Palmotić
Junije Džono Palmotić (Dubrovnik, 1607. – Dubrovnik, 1657.), hrvatski barokni pjesnik i dramatičar.
Potječe iz stare dubrovačke plemićke obitelji Palmotića. Roditelji su mu bili Džore Palmotić i Ora Gradić. Ore i Džive, majka Ivana Gundulića, kćeri su braće Pava i Miha Gradića. Imao je dvojicu braće Džora i Ivana, koji je umro u djetinjstvu. Osim što je bio član Velikog vijeća, obnašao je brojne dužnosti u upravi Grada. Na hrvatski jezik je preveo slavni ep Christias talijanskog pisca Girolama Vide, nazvavši ga Kristijada. Prema njegovoj želji, ep će biti objelodanjen u Vječnom gradu, s iscrpnim popratnim slovom Stjepana Gradića, velikoga dubrovačkoga diplomata i kustosa Vatikanske knjižnice. Inače, sva su Palmotićeva djela ostala u rukopisu i tiskana su tek u seriji Stari pisci hrvatski Hrvatske (prije, Jugoslavenske) akademije znanosti i umjetnosti (knj. 12 -1882,13 -1883, 14 -1884 i 19 - 1892).
U skladu s literarnim običajima svoga vremena, i Palmotić se služi pričama antičke mitologije kako bi u njih zaodjenuo aktualne poruke namijenjene suvremenicima. On piše melodrame u kojima se mitološki svijet smjenjuje s viteškim imajući pred sobom predloške u epizodama iz Ovidija, Vergilija, Tassa i Ariosta, koje također prerađuje, ali s dosta samostalnosti (Captislava, Bisernica); neke je vješto lokalizirao i smjestio u naše prostore (Danica), a drugima je dao okus dubrovačke legende (Pavlimir), pri čemu je dao maha i svome domoljublju. Modernomu ukusu najbliža je Palmotićeva dugo skrivana porugljivo-skaradna poema Gomnaida, u kojoj je virtuoznim vatrometom vulgarizama "obračunao" s nekim lokalnim knezom koji mu se zamjerio. Za tu se opsceno-brutalnu pjesan dugo sumnjalo da je njegova s obzirom na grubost obračunavanja sa suvremenikom koji je izazvao Palmotićev gnjev, epitomiziran u legendarnom refrenu vas si gomnen, kneže usrani.

## Vanjske poveznice
- Kristiada, izdanje 1853.